# Galanth
Galanth (auch FR 550-91 r) ist eine Rotweinsorte. Es handelt sich um eine pilzwiderstandsfähige (Piwi) Neuzüchtung am Staatlichen Weinbauinstitut Freiburg.

## Beschreibung
1991 wurde sie aus den beiden Sorten Solaris × Muscat Bleu gekreuzt. Die Rebsorten Osella, Garant und Rosina entstanden ebenfalls aus Kreuzungen der gleichen Elternpaare.
Sie besitzt große, lockerbeerige Trauben mit roter bis blau-schwarzer Beerenfarbe und findet als Tafeltraube Verwendung.
Siehe auch den Artikel Weinbau in Deutschland sowie die Liste von Rebsorten.
Synonyme: Zuchtnummer FR 550-91 r